# Біскупиці (Торунський повіт)
Біскупиці (пол. Biskupice) — село в Польщі, у гміні Луб'янка Торунського повіту Куявсько-Поморського воєводства.
Населення — 484 особи (2011).
У 1975-1998 роках село належало до Торунського воєводства.

## Демографія
Демографічна структура станом на 31 березня 2011 року:
|          | Загалом | Допрацездатний вік | Працездатний вік | Постпрацездатний вік |
| -------- | ------- | ------------------ | ---------------- | -------------------- |
| Чоловіки | 238     | 63                 | 160              | 15                   |
| Жінки    | 246     | 55                 | 148              | 43                   |
| Разом    | 484     | 118                | 308              | 58                   |